# Ernest Malvoz
Ernest Joseph Malvoz (Huy, 5 de abril de 1862 — Liège, 18 de outubro de 1938) foi um médico e investigador belga.
Foi professor na Universidade de Liège na disciplina de bacteriologia.

## Prémios e honrarias
- Prémio Alvarenga, de Piauhy[2]
- Ordem de Leopoldo (Bélgica)[3]
- Cavaleiro da Ordem Nacional da Legião de Honra[3]